# Julijan Ławriwski
Julian Ławrowski herbu Sas (ukr. Юлія́н Лаврі́вський, ur. 27 sierpnia 1819 w Mszanie, zm. 4 maja 1873 we Lwowie) – ukraiński działacz społeczny, sędzia (C.k. Radca Sądu), działacz Ruskiego Soboru i Soboru Ruśkych Uczenych (przewodniczący sekcji prawniczej).
Założyciel i długoletni przewodniczący Ruskiej Besidy (1861) і teatru „Ruśkiej Besidy” (utworzonego w 1864, przewodniczący 1870—1873), przewodniczący Towarzystwa Proswita w latach 1870—1873.
Członek Wydziału Krajowego we Lwowie w latach 1861–67, zastępczy członek Wydziału Krajowego 1868–1873. W 1861 został posłem Sejmu Krajowego Galicji, a w 1869 jego wicemarszałkiem.
Zwolennik ugody z Polakami, opowiadał się za zwarciem kompromisu polsko-ukraińskiego w Galicji, walczył o równouprawnienie Ukraińców we w życiu społeczno-politycznym i krajowej administracji. Wspierał starania o utworzenie katedry historii Ukrainy na Uniwersytecie Lwowskim, wprowadzenie nauczania języka ukraińskiego we wszystkich klasach gimnazjum akademickiego (wprowadzono w 1874).
W 1870 założył narodową gazetę „Osnowa”, wychodzącą we Lwowie w latach 1870–1872, redaktorzy T. Leontowycz i K. Kłymkewycz). Przełożył na język ukraiński austriacki kodeks cywilny.
Wybrany na I kadencję Sejmu w IV kurii obwodu Sambor, w okręgu wyborczym Sambor-Staremiasto-Starasól. Na III kadencję wybrany w III kurii obwodu Stryj, z okręgu wyborczego Miasto Stryj. Zmarł w trakcie kadencji, na jego miejsce 17 listopada 1873 obrano Filipa Fruchtmana.

## Literatura
- Stanisław Grodziski – „Sejm Krajowy Galicyjski 1861–1914”, Wydawnictwo Sejmowe, Warszawa 1993, ISBN 83-7059-052-7
- „Wykaz Członków Sejmu krajowego królestwa Galicyi i Lodomeryi, tudzież wielkiego xięstwa Krakowskiego 1863”, Lwów 1863
- „Wykaz Członków Sejmu Krajowego Królestwa Galicyi i Lodomeryi, tudzież Wielkiego Xięstwa Krakowskiego 1870”, Lwów 1870